# Милан Дамјановић
Милан Дамјановић (Книн, 15. октобар 1943 — Београд, 23. мај 2006) био је југословенски и српски фудбалер.

## Биографија
Прошао је све клупске селекције Партизана, почев од пионира. За сениорски тим дебитовао је у сезони 1962/63, одиграо једну утакмицу и освојио титулу првака Југославије. Првак државе био је и у сезони 1964/65, а био је и део незаборавне генерације Партизана која је постала вицепрвак Европе у сезони 1965/66.
За Партизан је одиграо 292 званичне утакмице, од тога 138 првенствених. Најчешће је играо на позицији левог бека.
Играо је у Француској (1971-77), и то у Анжеу и Ле Ману.
У дресу репрезентације играо је седам пута. Дебитовао је 23. априла 1967. у пријатељској утакмици против Мађарске (0:1) у Будимпешти, а опростио се 1968. у Београду у пријатељском сусрету против Бразила (0:2). Играо је на Европском првенству 1968. у Италији, када су „плави“ постали вицешампиони Европе.
Радио је као тренер у Француској и Замбији.

## Највећи успеси

### Партизан
- Првенство Југославије (2) : 1962/63, 1964/65.
- Куп европских шампиона : финале 1965/66.